# Anna-Lisa
Anna Lisa Ruud, nota come Anna-Lisa (Oslo, 30 marzo 1933 – Oslo, 21 marzo 2018), è stata un'attrice norvegese, attiva dal 1958 al 1970.

## Filmografia parziale
Cinema
- 12 to the Moon, regia di David Bradley (1960)
- The Search for the Evil One, regia di Joseph Kane (1967)

Televisione
- Black Saddle - serie TV, 33 episodi (1959-1960)
- Ben Casey - serie TV, 2 episodi (1961, 1963)